# Zalavas
Zalavas (polska Zułowo) är en by i Litauen, vid gränsen till Vitryssland, belägen i Polen fram till år 1939.
År 1867 föddes Józef Piłsudski nära denna by på familjen Piłsudskis herrgård. Herrgården revs år 1939 kort efter att sovjetiska soldater anlänt.